# مونیمر دل پکو
مونیمر دل پکو دهستانی در استان آبیلای اسپانیا است.
در این دهستان ۱۲۴ نفر زندگی می‌کنند. مساحت این دهستان ۱۰٫۱۱ کیلومتر مربع است.